# Mistral (2004)
Mistral (L9013) – francuski okręt desantowy typu Mistral, który wszedł w skład Marine Nationale w lutym 2006 roku. Okręt otrzymał imię oznaczające wiatr wiejący w południowej Francji. Udział w budowie okrętu miały dwie polskie stocznie: Gdańska Stocznia Remontowa i Stocznia Wisła.

## Projekt i budowa
Prace nad koncepcją nowych dużych uniwersalnych okrętów desantowych określanych we francuskiej nomenklaturze jako uniwersalne okręty interwencyjne (fr. bâtiment d’intervention polyvalent w skrócie BIP) rozpoczęły się w 1997 roku. Początkowo miał to być okręt o modułowej konstrukcji, budowany przy międzynarodowej współpracy, który docelowo miał trafić także do odbiorców spoza Francji. Ostatecznie jednak projekt realizowano wyłącznie we Francji, w oparciu o wcześniejszy niezrealizowany projekt dużego śmigłowcowca o napędzie atomowym. Zadaniem nowych okrętów miało być zastąpienie starszych francuskich okrętów desantowych z jednoczesnym zwiększeniem ich możliwości operacyjnych. Zgoda na budowę nowych okrętów została wydana 8 grudnia 2000 roku, oficjalny kontrakt został przyznany koncernowi DCN i stoczni Chantiers de l’Atlantique w lipcu 2001 roku . Rozpoczęcie budowy pierwszego okrętu serii nastąpiło w stoczni Arsenal de Brest 10 lipca 2003 roku, wodowanie 6 października 2004 roku, wejście do służby w lutym 2006 roku .
Środkową i tylną część kadłuba okrętu dostarczyła Gdańska Stocznia Remontowa . Moduły o wadze 7000 ton dla dwóch pierwszych okrętów typu Mistral zbudowała Stocznia Wisła .

## Służba
Pierwszą misją okrętu po wejściu do służby był udział w operacji ewakuowania francuskich obywateli z terenów objętych walkami podczas wojny libańsko-izraelskiej w 2006 roku .
Główną bazą okrętu jest śródziemnomorski port w Tulonie na południu Francji.